# Persija Jakarta
Persija Jakarta is een Indonesische voetbalclub uit de hoofdstad Jakarta. De club werd in 1928 opgericht als Voetbalbond Indonesische Jakarta en was twee jaar later een van de stichtende leden van de PSSI, de eerste voetbalbond van het toenmalige Nederlands Oost-Indië.
De club was vrij succesvol in de Perserikatan, de Indonesische competitie die sterk regionaal verdeeld werd en via eindrondes beslecht werd. Sinds 1994 speelt de club in de professionele competitie van Indonesië, die het in 2001 voor het eerst kon winnen.

## Erelijst
| Competitie                       | Winnaar | Winnaar                                                         | Runner up | Runner up |
| Competitie                       | Aantal  | Jaren                                                           | Aantal    | Jaren     |
| -------------------------------- | ------- | --------------------------------------------------------------- | --------- | --------- |
| Indonesische voetbalbond (PSSI)  |         |                                                                 |           |           |
| Indonesisch voetbalkampioenschap | 11×     | 1931,1933, 1934, 1938, 1954, 1964, 1973, 1975, 1979, 2001, 2018 | -         | -         |
| Indonesische voetbalbeker        | -       | -                                                               | 1×        | 2005      |
| Presidentsbeker                  | 1×      | 2018                                                            | -         | -         |

## Bekende (ex-)spelers
- Emmanuel Kenmogne
- Martin Vunk
- Michael Krmenčík

Arema ·
Bali United ·
Barito Putera ·
Bhayangkara ·
Borneo ·
Kalteng Putra ·
Madura United ·
Persebaya Surabaya ·
Persela ·
Perseru ·
Persib ·
Persija ·
Persipura ·
PSIS Semarang ·
PSM ·
PSS Sleman ·
Semen Padang ·
PS-TIRA ·